# Distretto di Tambo Grande
Il distretto di Tambo Grande è uno  distretti della provincia di Piura, in Perù. Si trova nella regione di Piura e si estende su una superficie di 1.442,81 chilometri quadrati.

Istituito il 8 ottobre 1840, ha per capitale la città di Tambo Grande; nel censimento 2005 contava 92.221 abitanti.